# Velký Mehelník
Velký Mehelník är en kulle i Tjeckien.   Den ligger i regionen Södra Böhmen, i den centrala delen av landet, 90 km söder om huvudstaden Prag. Toppen på Velký Mehelník är 633 meter över havet.
Terrängen runt Velký Mehelník är varierad. Runt Velký Mehelník är det glesbefolkat, med 16 invånare per kvadratkilometer. Närmaste större samhälle är Písek, 5,8 km väster om Velký Mehelník. I omgivningarna runt Velký Mehelník växer i huvudsak blandskog.